# Gran Premio del Belgio 2013
Il Gran Premio del Belgio 2013 è stata l'undicesima prova del campionato mondiale di Formula 1 2013. La gara, tenutasi domenica 25 agosto 2013 sul circuito di Spa-Francorchamps, è stata vinta dal tedesco Sebastian Vettel su Red Bull Racing-Renault, al suo trentunesimo successo nel mondiale. Vettel ha preceduto sul traguardo lo spagnolo Fernando Alonso su Ferrari ed il britannico Lewis Hamilton su Mercedes.

## Vigilia

### Sviluppi futuri
Bernie Ecclestone, dopo aver messo in dubbio la tenuta del Gran Premio d'India per il 2014, ne ha confermato l'esclusione dal calendario mondiale. La gara verrà probabilmente ricollocata nella prima parte del 2015. Ecclestone ha anche messo in forte dubbio la tenuta, per il 2014, di una gara sulle strade del New Jersey.
Nel corso del fine settimana del Gran Premio del Belgio Ecclestone annuncia invece l'estensione dell'accordo per il mantenimento, in calendario, del Gran Premio del Giappone, sul Circuito di Suzuka, almeno fino al 2018.
Il giovane russo Sergej Sirotkin firma come pilota per la Sauber per la stagione 2014.

### Aspetti tecnici
Per questo Gran Premio la Pirelli, fornitore unico degli pneumatici, porta gomme di mescola "media" e di mescola "dura".
La FIA stabilisce due zone per l'utilizzo del DRS: la prima è fissata lungo il rettilineo del Kemmel, con punto per la determinazione del distacco fra i piloti fissato all'Eau Rouge, mentre viene aggiunta, rispetto all'edizione 2012, anche la zona sul rettilineo della partenza, con detection point stabilito alla chicane del Bus Stop.
La Lotus aveva annunciato una versione della monoposto E21, che prevedeva un nuovo disegno del portamozzo, per venire incontro alle richieste della Federazione. Ciò avrebbe comportato anche un rifacimento della sospensione anteriore: i bracci sarebbero stati inclinati in avanti, per incrementare il passo della vettura. A causa di incertezze in merito all'affidabilità la casa britannica ha deciso per rinviare il debutto della nuova versione. La Lotus e la Sauber testano, nelle prove libere, il doppio DRS. Tali esperimenti però non hanno successo e lo strumento non viene ripresentato per le qualifiche.
Da questo Gran Premio Pat Symonds sostituisce Mike Coughlan quale direttore tecnico della Williams. Symonds, che proviene dalla Marussia, dopo una lunga carriera in Renault fu coinvolto nella vicenda del Crashgate del Gran Premio di Singapore 2008.
Il circuito è oggetto di qualche modifica. Lungo il rettilineo di partenza sono disegnati degli scoli di drenaggio, a cavallo delle prime cinque file di partenza. All'esterno del complesso Eau Rouge-Raidillon, sono poste nuove protezioni. Inoltre in molte altre curve sono posizionati nuovi tipi di cordoli, più alti. Al fine di valutare meglio l'impatto delle scanalature i piloti hanno chiesto alla Federazione di poter effettuare delle prove di partenza.

### Aspetti sportivi
L'ex pilota inglese di F1, Derek Warwick, è nominato dalla FIA, quale commissario aggiunto per il Gran Premio. Warwick aveva già svolto questa funzione diverse volte in passato, l'ultima nel Gran Premio della Malesia 2013.
Il finlandese Heikki Kovalainen prenderà il posto di Charles Pic alla Caterham nel corso delle prime prove del venerdì. Kovalainen aveva già effettuato tale sessione anche nei Gran Premi del Bahrein e di Spagna.

## Prove

### Resoconto
Le condizioni atmosferiche della prima sessione non consentono ai piloti di provare con continuità: l'asfalto si è presentato subito umido e un nuovo scroscio di pioggia ha colpito il tracciato durante la sessione. Il più rapido è stato Fernando Alonso su Ferrari, che ha sfruttato una fase con tempo non piovoso, utilizzando gomme slick. Lo spagnolo ha preceduto i due piloti della Force India. Nella prima fese della sessione, con pista umida, il più rapido è stato Jenson Button.
Nella seconda sessione, svolta con pista asciutta, il più veloce è Sebastian Vettel. Il campione del mondo in carica precede di 59 centesimi il compagno di scuderia Mark Webber, e di otto decimi Romain Grosjean. Giedo van der Garde della Caterham è uscito ad alta velocità alla Stavelot, senza riportare conseguenze fisiche. Nel corso della sessione la Red Bull di Vettel ha subito una foratura alla gomma posteriore destra, e lo stesso problema è stato riscontrato anche da Fernando Alonso, su Ferrari. Secondo la Pirelli, fornitrice degli pneumatici, tale evenienze sarebbero dovute a un detrito raccolto lungo la pista, tanto che non dovrebbero ripetersi i problemi con le gomme riscontrati nel Gp di Silverstone. Al sabato mattino i commissari di percorso hanno trovato un pezzo di metallo, perso probabilmente da una Lotus, all'altezza della Fagnes. I piloti hanno comunque espresso la loro preoccupazione per l'accaduto.
Vettel si è confermato il più veloce anche nella sessione del sabato. Il tedesco ha preceduto Fernando Alonso di 105 millesimi, mentre terzo ha chiuso Mark Webber. La Ferrari ha scelto un assetto con molto carico, in previsione della possibile pioggia della domenica. Kimi Räikkönen su Lotus ha il decimo tempo, penalizzato da una nuova perdita di una componente aerodinamica dalla monoposto. I tempi però sono molto vicini, tanto che ben 15 piloti sono nell'intervallo di un secondo dal primo.

### Risultati
Nella prima sessione del venerdì si è avuta questa situazione:
| Pos | Nº | Pilota          | Costruttore          | Tempo    | Gap    | Giri |
| --- | -- | --------------- | -------------------- | -------- | ------ | ---- |
| 1   | 3  | Fernando Alonso | Ferrari              | 1'55"198 |        | 11   |
| 2   | 14 | Paul di Resta   | Force India-Mercedes | 1'55"224 | +0"026 | 10   |
| 3   | 15 | Adrian Sutil    | Force India-Mercedes | 1'55"373 | +0"175 | 11   |

Nella seconda sessione del venerdì si è avuta questa situazione:
| Pos | Nº | Pilota           | Costruttore             | Tempo    | Gap    | Giri |
| --- | -- | ---------------- | ----------------------- | -------- | ------ | ---- |
| 1   | 1  | Sebastian Vettel | Red Bull Racing-Renault | 1'49"331 |        | 22   |
| 2   | 2  | Mark Webber      | Red Bull Racing-Renault | 1'49"390 | +0"059 | 34   |
| 3   | 8  | Romain Grosjean  | Lotus-Renault           | 1'50"149 | +0"818 | 34   |

Nella sessione del sabato mattina si è avuta questa situazione:
| Pos | Nº | Pilota           | Costruttore             | Tempo    | Gap    | Giri |
| --- | -- | ---------------- | ----------------------- | -------- | ------ | ---- |
| 1   | 1  | Sebastian Vettel | Red Bull Racing-Renault | 1'48"327 |        | 16   |
| 2   | 3  | Fernando Alonso  | Ferrari                 | 1'48"432 | +0"105 | 14   |
| 3   | 2  | Mark Webber      | Red Bull Racing-Renault | 1'48"533 | +0"206 | 16   |

## Qualifiche

### Resoconto
Le qualifiche sono pesantemente condizionate dalle mutevoli condizioni atmosferiche. La pioggia ha iniziato a cadere circa dieci minuti prima dell'inizio della Q1. La pista, inizialmente bagnata, però migliora nel corso degli ultimi minuti della prima fase, tanto che alcuni piloti azzardano anche l'uso di gomme da asciutto. Ciò rimescola la classifica negli ultimi istanti della sessione con Fernando Alonso che fa il miglior tempo, seguito da Felipe Massa e, a sorpresa, da Giedo van der Garde su Caterham. Un'altra sorpresa è la qualificazione per le due Marussia. Rimangono esclusi Charles Pic, le due Toro Rosso, le due Williams ed Esteban Gutiérrez.
Nella seconda fase i piloti si dividono sulla scelta delle gomme, in parte utilizzano gomme hard, in parte gomme medium. Vengono eliminati Nico Hülkenberg (staccato di soli sei centesimi da Massa, decimo), poi Adrian Sutil, Sergio Pérez, Giedo van der Garde e le due Marussia.
La minaccia della pioggia si riaffaccia nella Q3. Paul di Resta della Force India riesce a utilizzare però gomme da asciutto e fa segnare il tempo migliore. Tutti gli altri sono costretti a montare subito gomme da bagnato, facendo segnare tempi molto distanti. Fernando Alonso, nel primo tentativo, è protagonista di un testacoda che ne rovina la prestazione. La pista però migliora, e Nico Rosberg riesce a sopravanzare di Resta. A sessione scaduta, in rapida sequenza, prima Mark Webber, poi Sebastian Vettel, e infine Lewis Hamilton riescono ad abbassare il tempo. Alonso invece per pochi secondi non riesce a evitare la bandiera a scacchi e iniziare l'ultimo suo giro. Per Hamilton è la pole numero 31, la quarta consecutiva.

### Risultati
Nella sessione di qualifica si è avuta questa situazione:
| Pos                         | Nº | Pilota              | Costruttore             | Q1       | Q2       | Q3       | Griglia |
| --------------------------- | -- | ------------------- | ----------------------- | -------- | -------- | -------- | ------- |
| 1                           | 10 | Lewis Hamilton      | Mercedes                | 2'00"368 | 1'49"067 | 2'01"012 | 1       |
| 2                           | 1  | Sebastian Vettel    | Red Bull Racing-Renault | 2'01"863 | 1'48"646 | 2'01"200 | 2       |
| 3                           | 2  | Mark Webber         | Red Bull Racing-Renault | 2'01"597 | 1'48"641 | 2'01"325 | 3       |
| 4                           | 9  | Nico Rosberg        | Mercedes                | 2'01"099 | 1'48"552 | 2'02"251 | 4       |
| 5                           | 14 | Paul di Resta       | Force India-Mercedes    | 2'02"338 | 1'48"925 | 2'02"332 | 5       |
| 6                           | 5  | Jenson Button       | McLaren-Mercedes        | 2'01"301 | 1'48"641 | 2'03"075 | 6       |
| 7                           | 8  | Romain Grosjean     | Lotus-Renault           | 2'02"476 | 1'48"649 | 2'03"081 | 7       |
| 8                           | 7  | Kimi Räikkönen      | Lotus-Renault           | 2'01"151 | 1'48"296 | 2'03"390 | 8       |
| 9                           | 3  | Fernando Alonso     | Ferrari                 | 2'00"190 | 1'48"309 | 2'03"482 | 9       |
| 10                          | 4  | Felipe Massa        | Ferrari                 | 2'01"462 | 1'49"020 | 2'04"059 | 10      |
| 11                          | 11 | Nico Hülkenberg     | Sauber-Ferrari          | 2'01"712 | 1'49"088 | N.D.     | 11      |
| 12                          | 15 | Adrian Sutil        | Force India-Mercedes    | 2'02"749 | 1'49"103 | N.D.     | 12      |
| 13                          | 6  | Sergio Pérez        | McLaren-Mercedes        | 2'02"425 | 1'49"304 | N.D.     | 13      |
| 14                          | 21 | Giedo van der Garde | Caterham-Renault        | 2'00"564 | 1'52"036 | N.D.     | 14      |
| 15                          | 22 | Jules Bianchi       | Marussia-Cosworth       | 2'02"110 | 1'52"563 | N.D.     | 15      |
| 16                          | 23 | Max Chilton         | Marussia-Cosworth       | 2'02"948 | 1'52"762 | N.D.     | 16      |
| 17                          | 16 | Pastor Maldonado    | Williams-Renault        | 2'03"072 | N.D.     | N.D.     | 17      |
| 18                          | 18 | Jean-Éric Vergne    | STR-Ferrari             | 2'03"300 | N.D.     | N.D.     | 18      |
| 19                          | 19 | Daniel Ricciardo    | STR-Ferrari             | 2'03"317 | N.D.     | N.D.     | 19      |
| 20                          | 17 | Valtteri Bottas     | Williams-Renault        | 2'03"432 | N.D.     | N.D.     | 20      |
| 21                          | 12 | Esteban Gutiérrez   | Sauber-Ferrari          | 2'04"324 | N.D.     | N.D.     | 21      |
| 22                          | 20 | Charles Pic         | Caterham-Renault        | 2'07"384 | N.D.     | N.D.     | 22      |
| Tempo limite 107%: 2'08"603 |    |                     |                         |          |          |          |         |

Con i tempi in grassetto sono visualizzate le migliori prestazioni in Q1, Q2 e Q3.

## Gara

### Resoconto

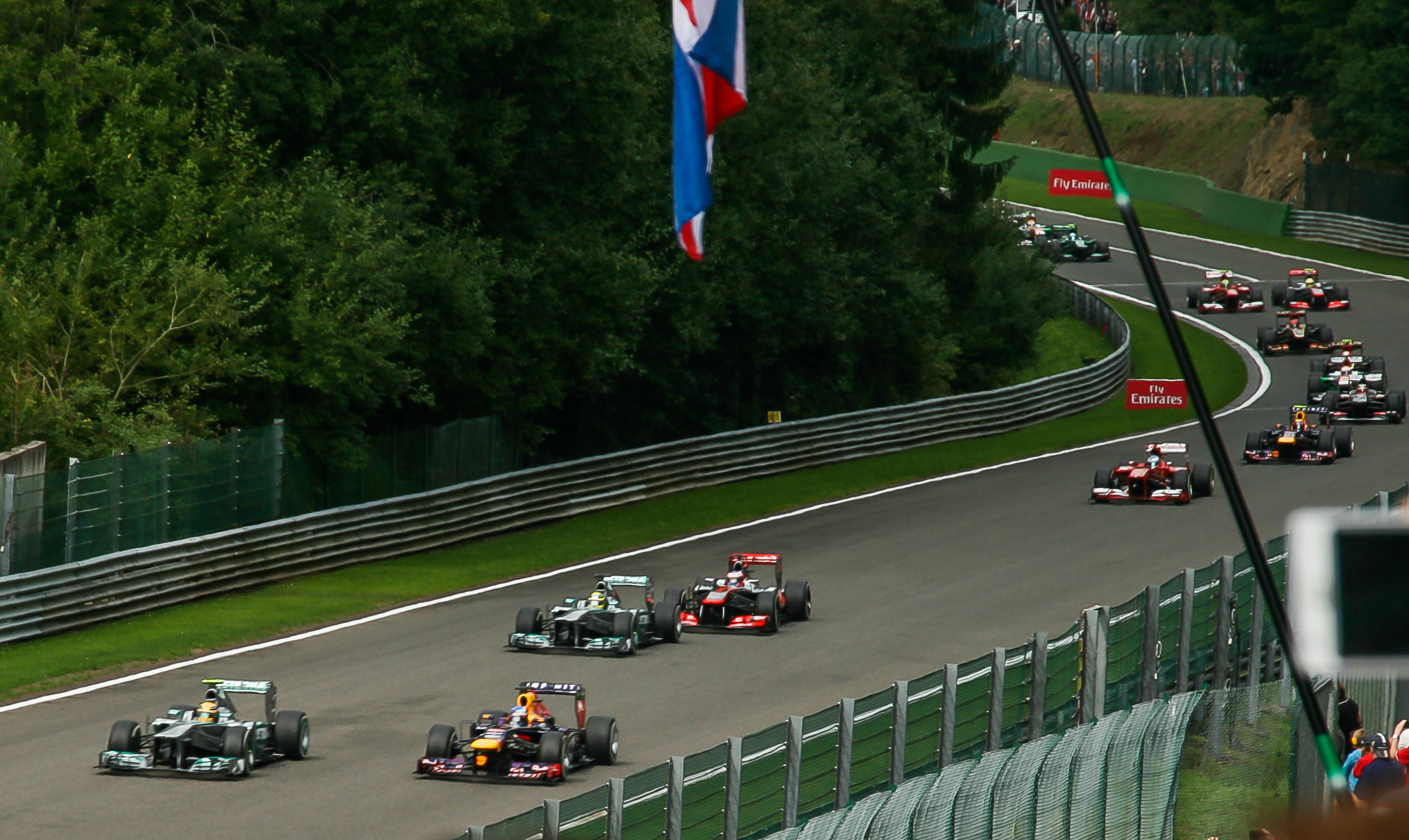
Sul rettilineo del Kemmel, al primo giro, Sebastian Vettel passa Lewis Hamilton. Il tedesco comanderà fino al termine della gara.

Prima del via degli attivisti di Greenpeace calano sul tetto della tribuna principale uno striscione contro le trivellazioni compiute dalla Royal Dutch Shell, sponsor della gara, nel Mare Artico.
La gara si svolge con pista asciutta e con cielo coperto. Al via Lewis Hamilton mantiene la testa della gara, ma già sul rettilineo del Kemmel, viene passato da Sebastian Vettel; terzo è Nico Rosberg, seguito da Jenson Button, Fernando Alonso e Mark Webber.
Tra il quarto e quinto giro Button è passato sia da Alonso che da Webber. La rimonta dello spagnolo prosegue al giro 6 quando passa anche Nico Rosberg, ponendosi al terzo posto. All'ottavo giro Sergio Pérez si difende dall'attacco di Romain Grosjean, per il nono posto, in maniera troppo decisa, tanto da essere penalizzato con un drive-through.
Tra il giro 12 e il giro 15 tutti i migliori vanno al cambio gomme. Va in testa Button, che non ha cambiato ancora, ma poco dopo è passato da Vettel, che riprende il comando della gara. Nel corso del quindicesimo giro Fernando Alonso passa anche Lewis Hamilton alla source e si pone al secondo posto. Due giri dopo Mark Webber passa Grosjean ed è sesto. Il francese è passato poco dopo anche da Jenson Button, che ha cambiato le gomme nel frattempo, mentre le prime quattro posizioni restano congelate. Grosjean effettua il suo cambio gomme solo a metà gara.
Al ventiseiesimo giro Kimi Räikkönen va lungo alla Bus Stop, nel tentativo di passare Felipe Massa; decide subito di ritirarsi per un guasto ai freni. Termina così la sua striscia di 38 gare senza ritiri iniziata nel Gran Premio d'Ungheria 2009 e quella di 27 gare a punti consecutive, record assoluto.
Un giro dopo, sempre nello stesso punto, Pastor Maldonado subisce l'attacco di Esteban Gutiérrez; subito dietro vi sono le due Force India: Adrian Sutil passa il venezuelano mentre Paul di Resta è colpito nel posteriore dalla vettura di Maldonado, ed è costretto al ritiro. Maldonado è penalizzato con uno stop and go.
Dopo il secondo cambio gomme la classifica resta immutata, con Vettel che comanda con un certo margine su Alonso, le due Mercedes e Mark Webber. Al quarantesimo giro, Massa pass Grosjean sul rettilineo di Kemmel.
Nell'ultima parte della gara non vi sono cambiamenti nelle posizioni di vertice. Sebastian Vettel vince per la trentunesima volta nel mondiale, raggiungendo nella classifica di tutti i tempi Nigel Mansell. Alonso è secondo, mentre Hamilton chiude terzo. Vettel e Hamilton conquistano il loro cinquantaquattresimo podio, come Niki Lauda. Si tratta della terza e ultima volta in cui Hamilton, Vettel e Alonso salgono assieme sul podio. 

### Risultati
I risultati del Gran Premio sono i seguenti:
| Pos | Nº | Pilota              | Costruttore             | Giri | Tempo/Ritiro               | Griglia | Punti |
| --- | -- | ------------------- | ----------------------- | ---- | -------------------------- | ------- | ----- |
| 1   | 1  | Sebastian Vettel    | Red Bull Racing-Renault | 44   | 1h23'42"196                | 2       | 25    |
| 2   | 3  | Fernando Alonso     | Ferrari                 | 44   | +16"869                    | 9       | 18    |
| 3   | 10 | Lewis Hamilton      | Mercedes                | 44   | +27"734                    | 1       | 15    |
| 4   | 9  | Nico Rosberg        | Mercedes                | 44   | +29"872                    | 4       | 12    |
| 5   | 2  | Mark Webber         | Red Bull Racing-Renault | 44   | +33"845                    | 3       | 10    |
| 6   | 5  | Jenson Button       | McLaren-Mercedes        | 44   | +40"794                    | 6       | 8     |
| 7   | 4  | Felipe Massa        | Ferrari                 | 44   | +53"922                    | 10      | 6     |
| 8   | 8  | Romain Grosjean     | Lotus-Renault           | 44   | +55"846                    | 7       | 4     |
| 9   | 15 | Adrian Sutil        | Force India-Mercedes    | 44   | +1'09"547                  | 12      | 2     |
| 10  | 19 | Daniel Ricciardo    | Toro Rosso-Ferrari      | 44   | +1'13"470                  | 19      | 1     |
| 11  | 6  | Sergio Pérez        | McLaren-Mercedes        | 44   | +1'21"936                  | 13      |       |
| 12  | 18 | Jean-Éric Vergne    | STR-Ferrari             | 44   | +1'26"740                  | 18      |       |
| 13  | 11 | Nico Hülkenberg     | Sauber-Ferrari          | 44   | +1'28"258                  | 11      |       |
| 14  | 12 | Esteban Gutiérrez   | Sauber-Ferrari          | 44   | +1'40"436                  | 21      |       |
| 15  | 17 | Valtteri Bottas     | Williams-Renault        | 44   | +1'47"456                  | 20      |       |
| 16  | 21 | Giedo van der Garde | Caterham-Renault        | 43   | +1 giro                    | 14      |       |
| 17  | 16 | Pastor Maldonado    | Williams-Renault        | 43   | +1 giro                    | 17      |       |
| 18  | 22 | Jules Bianchi       | Marussia-Cosworth       | 43   | +1 giro                    | 15      |       |
| 19  | 23 | Max Chilton         | Marussia-Cosworth       | 42   | +2 giri                    | 16      |       |
| Rit | 14 | Paul di Resta       | Force India-Mercedes    | 26   | Collisione con P.Maldonado | 5       |       |
| Rit | 7  | Kimi Räikkönen      | Lotus-Renault           | 25   | Freni                      | 8       |       |
| Rit | 20 | Charles Pic         | Caterham-Renault        | 8    | Perdita d'olio             | 22      |       |

## Classifiche mondiali

### Piloti
| Pos | Pilota           | Punti |
| --- | ---------------- | ----- |
| 1   | Sebastian Vettel | 197   |
| 2   | Fernando Alonso  | 151   |
| 3   | Lewis Hamilton   | 139   |
| 4   | Kimi Räikkönen   | 134   |
| 5   | Mark Webber      | 115   |
| 6   | Nico Rosberg     | 96    |
| 7   | Felipe Massa     | 67    |
| 8   | Romain Grosjean  | 53    |
| 9   | Jenson Button    | 47    |
| 10  | Paul di Resta    | 36    |
| 11  | Adrian Sutil     | 25    |
| 12  | Sergio Pérez     | 18    |
| 13  | Jean-Éric Vergne | 13    |
| 14  | Daniel Ricciardo | 12    |
| 15  | Nico Hülkenberg  | 7     |
| 16  | Pastor Maldonado | 1     |

### Costruttori
| Pos | Team                    | Punti |
| --- | ----------------------- | ----- |
| 1   | Red Bull Racing-Renault | 312   |
| 2   | Mercedes                | 235   |
| 3   | Ferrari                 | 218   |
| 4   | Lotus-Renault           | 187   |
| 5   | McLaren-Mercedes        | 65    |
| 6   | Force India-Mercedes    | 61    |
| 7   | STR-Ferrari             | 25    |
| 8   | Sauber-Ferrari          | 7     |
| 9   | Williams-Renault        | 1     |